# Oyo (ciudad)
Oyo es una ciudad y capital del estado nigeriano de Oyo. Fue fundada en los años 1830 para ser la capital del imperio Oyo. En Nigeria se le conoce como Ọyọ Atiba («Oyo Nuevo») para distinguirlo de la anterior capital, Ọyọ-Ile («Oyo Viejo»), al norte. Sus habitantes son mayoritariamente de la etnia Yoruba, y su gobernante es la majestad imperial Alaafin de Oyo.
El mercado mayor de la ciudad es el mercado de Akeesan, también llamado Oja Oba («el mercado del rey») por su cercanía al palacio de Alaafin, siendo el único mercado de la ciudad abierto los siete días de la semana.
La ciudad se encuentra en la autovía A1, al norte de Ibadán.
La tragicomedia Death and the King's Horseman («La muerte y el jinete del rey») por el escritor y poeta nigeriano Wole Soyinka está basada en hechos ocurridos en Oyo en 1946.

## Residentes notables
- Quadri Aruna, (1988), jugador de tenis de mesa Olímpico[3]
- Gbenga Oluokun, (1983), boxeador.

- Olukokun Najeem (1990), jugador de fútbol.

- Fela Sowande (1905–1987), músico y compositor.
- Profesor Wande Abimbola, (1932), reputado académico y dirigente del Senado de Nigeria.